# زیدون
زیدون، روستایی است از توابع بخش بردخون در شهرستان دیر استان بوشهر ایران.

## جمعیت
این روستا در دهستان بردخون قرار دارد و بر اساس آمار رسمی سرشماری سال ۱۳۹۰ جمعیت آن ۱۹ نفر (۵ خانوار) است که در سال ۱۳۸۵ جمعیت آن، ۱۸ نفر (۴ خانوار) بوده‌است.